# DieAussenseiter
DieAussenseiter (Eigenschreibweise ohne Leerzeichen und ohne Eszett) waren das deutsche Unterhaltungs- und Komikerduo Dimitri und Alexander Koslowski. Sie betrieben auf YouTube in den Jahren 2008 bis 2016 einen der erfolgreichsten deutschsprachigen Videokanäle. Er war in den 2010er-Jahren etwa drei Jahre lang der meistabonnierte deutsche YouTube-Kanal. Mittlerweile veröffentlichen die beiden YouTuber auf getrennten YouTube-Kanälen Videos: Dimitri auf dem Kanal „Dima“ und Alexander auf dem Kanal „Alexander Koslowski“.

## Mitglieder
DieAussenseiter bestanden aus Alexander und Dimitri Koslowski. Sie nannten sich auch Koslowski Brothers, sind jedoch Cousins. Beide sind in Kasachstan (damals Sowjetunion) geboren und später nach Russland gezogen, bevor sie mit 10 bzw. 17 Jahren nach Deutschland kamen.

### Alexander
Alexander „Sascha“ Koslowski wurde am 11. Dezember 1986 in Schortandy, Audany Schortandy, Oblast Zelinograd, Kasachische SSR, geboren. Er hat russische, deutsche sowie polnische Wurzeln. Bekannt ist er als Sascha, der russischen Koseform seines Vornamens. Als er zehn Jahre alt war, wanderte die Familie nach Deutschland aus. Sein Cousin Dimitri blieb in Russland. Sascha Koslowski besuchte zunächst wegen seiner schlechten Deutschkenntnisse eine Hauptschule. Später schloss er seine Ausbildung zum Einzelhandelskaufmann ab. Er war bis 2022 mit der YouTuberin Paola Maria liiert.

### Dimitri
Dimitri „Dima“ Koslowski wurde am 10. April 1986 ebenfalls in Schortandy geboren. Dort wuchs er auf, bis er 17 Jahre alt war. Dann zog er nach Deutschland zu seinem Cousin Sascha in eine kleine Wohnung nahe Stuttgart. Innerhalb von drei Jahren lernte er  Deutsch und machte seinen Realschulabschluss. Später schloss er seine Ausbildung zum Mediengestalter ab.

## Karriere
Bereits in der Anfangszeit der Videoplattform YouTube legten sie sich persönliche Kanäle an. Am 2. November 2006 erstellten sie ihren ersten gemeinsamen Kanal asperant13. Später, im Jahr 2008, starteten sie zwei weitere gemeinsame Kanäle: am 2. September kbshowTV (Koslowski Brothers Show) und am 31. Dezember DieAussenseiter. Auf diesen veröffentlichten sie selbstgedrehte und -geschnittene Videos, in denen sie sich humorvoll mit verschiedenen Themen auseinandersetzten, Musik parodierten und Videoschnipsel aus dem Netz sammelten und im Vlog-Stil online stellten. Besonders der „DieAussenseiter“-Kanal entwickelte sich innerhalb kurzer Zeit zu einem der beliebtesten deutschsprachigen Kanäle und hatte vom 29. Dezember 2009 bis November 2012 die meisten Abonnenten unter den in Deutschland gelisteten YouTube-Kanälen, bis er 2012 von Y-Titty abgelöst wurde.
Über 960.000 YouTube-Nutzer hatten Anfang 2013 den Kanal abonniert und über 375 Millionen Mal wurden ihre im Schnitt vier bis fünf Minuten langen Videos angesehen. Die meisten Videos erreichen eine bis vier Millionen Aufrufe, ein Video aus der Anfangszeit mit dem Titel Ich habe mich verliebt wurde über 11 Millionen Mal gesehen. Da sie aber besonders in der Anfangszeit sehr großzügig Ausschnitte aus anderen Videos nutzten, mussten viele Videos aus Urheberrechtsgründen wieder gelöscht werden und sind über den Kanal nicht mehr verfügbar. Aktuell (Stand: Juli 2016) befinden sich über 430 Videos auf dem Kanal „DieAussenseiter“.
Mit Lost Dreams stellten sie 2009/2010 auch einen ganzen Film mit einer Dauer von 51:21 Minuten online. 2011 folgte der noch längere Film Therapie, der kurz nach Veröffentlichung von YouTube gesperrt wurde und erst seit Mitte 2012 wieder offiziell zu sehen ist.
DieAussenseiter stellen auch immer wieder eigene Musikvideos online. Im Dezember 2012 veröffentlichten sie eine eigene Version des Kinderlieds Aram Sam Sam mit Video, das drei Jahre zuvor durch Donikkl bekannt gemacht worden war. Das Lied wurde auch offiziell in den Downloadshops angeboten und erreichte die deutschen Singlecharts.
Am 1. Februar 2013 überschritten sie als vierter deutscher Kanal die Millionengrenze bei den Abonnentenzahlen. 2014 gewannen sie den Playaward der Videodays in der Kategorie Legend und am 24. Mai 2014 den Ehrenpreis des Webvideopreises Deutschland.
DieAussenseiter gehört gemeinsam mit vielen ihrer anderen Kanäle zum YouTube-Netzwerk TubeOne.
Mittlerweile machen Alexander und Dimitri getrennt Videos. Am 8. Juni 2018 antwortete Dimitri Koslowski in einem Interview auf dem Kanal World Wide Wohnzimmer auf die Frage von Moderator Benni: "Wie kam es zur Trennung?" wie folgt: "Das ist auch schon drei Jahre her glaube ich. So ein bisschen drüber. Es war so als wir zwischen Hamburg und Köln umgezogen sind, bisschen davor noch, da haben sich unsere Interessen ein bisschen in verschiedene Richtungen entwickelt. Sascha möchte eigentlich so Kurzfilme machen, eher mit ernsterem Bezug. So ein bisschen philosophische Gedanken darstellen in diesen Videos. Und bei mir ist nach wie vor Unterhaltung. Manchmal weiß ich gar nicht wie ich unterhalten soll, und dann mach ich irgendwie einen Trash, manchmal hab ich auch Dinge gemacht, für die ich jetzt nicht mehr stehe, die sind auch nicht mehr online, aber trotzdem ist für mich immer noch diese Ader, ich möchte den Leuten ein positives Gefühl geben irgendwie, auf irgendeine Art und Weise unterhalten und eher mit Comedy als die zum Nachdenken bringen. Ab und zu mach ich auch ein Video wo ich ein ernstes Thema anspreche, aber auch da versuche ich ein bisschen Jokes rein zu bringen. Ob es funktioniert oder nicht, das ist Geschmackssache, aber ich hab eher so diese Ader und Sascha so die andere. Dann haben wir uns entschieden okay lass mal erstmal eine Pause machen und gucken, dass so jeder seine Projekte macht. Und die Pause ist bis jetzt noch da auf jeden Fall."
Alexander konzentriert sich mittlerweile auf seine eigenen Kunstprojekte. Dazu zählen Filme, wie der Ende 2018 veröffentlichte Film FIND. Er selbst beschrieb seinen Film mit folgenden Worten: „Dieser Film beschäftigt sich mit uns. Nicht umgekehrt. Wer bist Du, wenn Du alleine bist? Braucht uns die Natur? Das sind Fragen, mit denen sich FIND beschäftigt. Dieser Film zeigt uns Einblicke in die Gefühle des Seins.“ Zusammen mit Personen wie Regina Hixt, Paola Maria und Arwed Maul bildete sich das Fundament für die Dreharbeiten im Sommer 2018. Durch Hilfe von Julian Trunke von MostMagic wurde der Film unter anderem mit visuellen Effekten ergänzt, welche die Gefühle der Personen im Film widerspiegelt. Rahim Erbil unterstützte Alexander in der Audio-Postproduktion. Zusammen mit MostMagic wurde der Film finalisiert und feierte anschließend in Köln seine Premiere. Der Film wurde am 16. Dezember 2018 auf YouTube veröffentlicht.

## Rollen
Bekannte Rollen sind die Brüder David und Herbert. David wird von Dimitri und Herbert von Alexander gespielt. Während David eher trocken und verantwortungsvoll mit anderen umgeht, ist Herbert psychisch gestört und scheint seinen Bruder David teilweise vorsätzlich zu nerven. Außerdem gibt es den Hater, der durch Dimitri verkörpert wird und sich nur mit einer Guy-Fawkes-Maske und einer Auswahlstimme der Website AT&T zeigt. Die Stimme, die Figur und die Dialoge dienen dabei als Running Gag.

## Weitere Kanäle
Nach dem Ende ihres Hauptkanals DieAussenseiter betreiben beide eigene YouTube-Kanäle, auf denen sie einzeln Videos veröffentlichen:
- Dima (Kanal von Dimitri Koslowski)
- Alexander Koslowski (Kanal von Alexander Koslowski)

Zuvor betrieben sie, parallel zu ihrem Hauptkanal, weitere Kanäle. Inaktive Kanäle: DieseSchuleRockt (Kanal von Alexander Koslowski, früher auch Outtakes, Making-ofs und Vlogs); kbshowtv (Videos ihrer Koslowski Brothers Show (KB-SHOW)); asperant13 (Erster Kanal); KBshowRU (Koslowski Brothers Show Russisch); GameBangBros (ihr Gaming-Kanal); DimaKakashkinTV; KaBeschniKi; kbshowTUNES; KBsascha.
Eine Zeit lang kooperierten die beiden Cousins mit ihrem Freund Fabi und veröffentlichten mit ihm gemeinsame Let’s Plays auf seinem Kanal Gammlerplay.

## Diskografie
Lieder (YouTube)
- Party Rock (9. Juli 2010)
- Die Waschmaschine (28. September 2010)
- 3x Das(s) (23. Oktober 2010)
- Crazy Chubby Bunny (1. Dezember 2010)
- Nur für Lilly (Fail-Song) (7. Januar 2011)
- Electro Shock (15. April 2011)
- I Like U Bitch (22. Mai 2011)
- Mega Party House (12. Juni 2011)
- Kartoffelbrei (3. Oktober 2011)
- Rock ’n’ Roll (9. Dezember 2011)
- Bacon mit Eiern (4. Mai 2012)
- Panik! (8. Juni 2012)
- Eko Fresh – Junge, denn es muss sein (12. August 2012, auch als kommerzieller Download) (nur Videoauftritt)
- Power (7. November 2012, auch als kommerzieller Download) (feat. Gronkh, Sarazar, Albertoson)
- Aram Sam Sam (21. Dezember 2012, auch als kommerzieller Download)
- Your Biggest Fan – Modana feat. Carlprit (5. April 2013, auch als kommerzieller Download) (nur Videoauftritt)
- MüZe (26. April 2013, auch als kommerzieller Download)
- Eko Fresh – 3 in 1 (4. August 2013, auch als kommerzieller Download) (nur Videoauftritt)
- Was immer – Sound of your life (5. Juli 2015)